# Sylvain André
Sylvain André (Cavaillon, 14 ottobre 1992) è un ciclista di BMX francese.
Ha rappresentato la Francia ai Giochi olimpici estivi di Tokyo 2020 in cui si è classificato 4º, e Parigi 2024, dove ha vinto l'argento. È stato campione iridato ai mondiali di Baku 2018.

## Palmares
- Giochi olimpici

Parigi 2024: argento nella BMX
- Mondiali

Rock Hill 2017: argento nella BMX;
Baku 2018: oro nella BMX;
Heusden-Zolder 2019: bronzo nella BMX;